# Kebba Ceesay
Kebba Ceesay (* 14. listopadu 1987 Bakau, Gambie) je švédsko-gambijský fotbalový obránce, od roku 2016 hráč klubu Djurgårdens IF Fotboll. V mládežnických kategoriích reprezentoval Švédsko, na seniorské úrovni reprezentuje Gambii.

## Klubová kariéra
- IK Brage (mládež)
- IK Brage 2005–2006
- Djurgårdens IF Fotboll 2007–2012
- →  Vasalunds IF (hostování) 2008
- Lech Poznań 2012–2016 : zisk titulu v Ekstraklase v sezóně 2014/15 + polského Superpoháru v roce 2015.[2]
- Djurgårdens IF Fotboll 2016–

## Reprezentační kariéra

### Švédsko

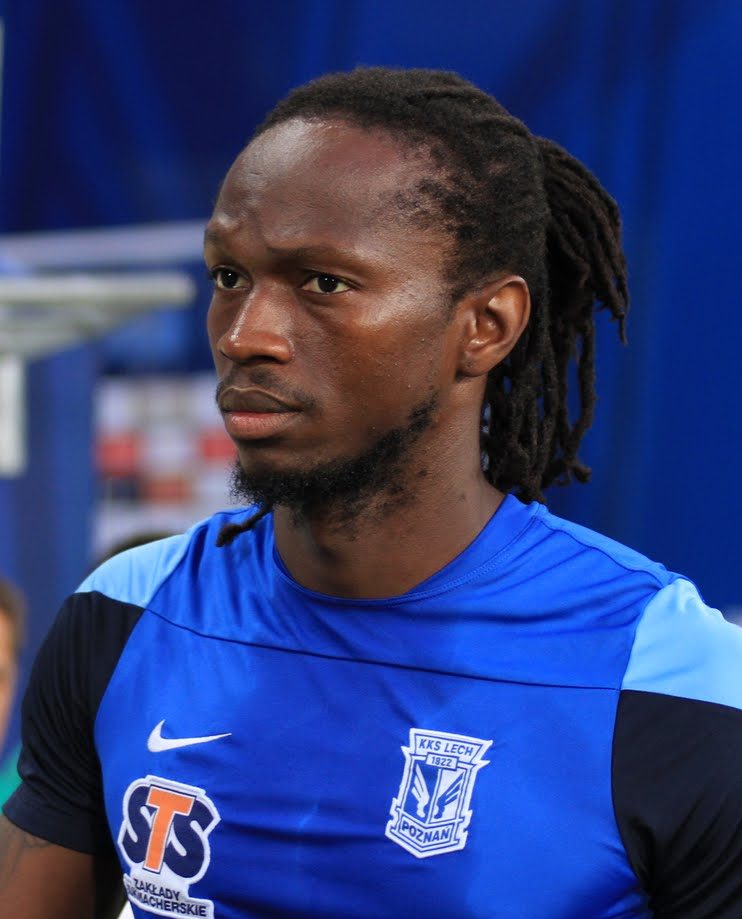
Kebba Ceesay (2015)

Nastupoval za švédskou mládežnickou reprezentaci U21.

### Gambie
V A-mužstvu Gambie debutoval v roce 2007.